# Svatojanský Újezd
Svatojanský Újezd je obec v okrese Jičín v Královéhradeckém kraji. Leží zhruba tři kilometry západně od Lázní Bělohrad. Žije zde 95 obyvatel.
Obcí prochází turistická značená Cesta Karla Jaromíra Erbena.

## Historie
První písemná zmínka o obci pochází z roku 1354.

## Obyvatelstvo
| Rok            | 1869 | 1880 | 1890 | 1900 | 1910 | 1921 | 1930 | 1950 | 1961 | 1970 | 1980 | 1991 | 2001 | 2011 | 2021 |
| -------------- | ---- | ---- | ---- | ---- | ---- | ---- | ---- | ---- | ---- | ---- | ---- | ---- | ---- | ---- | ---- |
| Počet obyvatel | 416  | 388  | 359  | 308  | 294  | 253  | 252  | 192  | 170  | 124  | 99   | 93   | 74   | 87   | 95   |
| Počet domů     | 61   | 54   | 56   | 61   | 60   | 56   | 56   | 60   | 53   | 45   | 42   | 52   | 52   | 52   | 33   |

## Obecní správa
Mezi lety 1850–1960 byl Svatojanský Újezd obcí v okrese Jičín (1850–1890), posléze v okrese Nová Paka (1900–1950) a později opět v okrese Jičín. V letech 1960–1990 patřil jako část městyse k Mlázovicím a od 24. listopadu 1990 je opět samostatnou obcí.

### Obecní symboly
Znak a vlajka byly obci uděleny rozhodnutím předsedy Poslanecké sněmovny Parlamentu České republiky dne 19. ledna 2007.

## Pamětihodnosti
- Kostel svatého Jana Křtitele
- Svatojanský jasan, památný strom na severním okraji vesnice